# Chris Diamantopoulos
Chris Diamantopoulos, właśc. Christopher Diamantopoulos (ur. 9 maja 1975 w Toronto) – kanadyjski aktor filmowy i telewizyjny, komik greckiego pochodzenia.

## Filmografia

### filmy fabularne
- 2000: The Adulterer jako Dave
- 2006: Weselna gorączka (Wedding Daze) jako William
- 2007: Three Days to Vegas jako Laurent Perrier
- 2007: State of Mind jako Phil Eriksen
- 2007: Pochowaj me serce w Wounded Knee (Bury My Heart at Wounded Knee) jako Daniel Royer
- 2008: Under New Management jako  Robert Monte
- 2012: Głupi, głupszy, najgłupszy (The Three Stooges) jako Moe

### seriale TV
- 2002: Prawo i porządek jako Chris Wilson
- 2003: Brygada ratunkowa jako Hanson
- 2004: Frasier jako Steve
- 2004: Bez skazy (Nip/Tuck) jako Chad Myers
- 2004: Czarodziejki (Charmed) jako inspektor Davis
- 2004: American Dreams jako trener Tom Berg
- 2004: Kevin Hill jako Gil Hacker
- 2006: Orły z Bostonu jako Douglas Karnes
- 2006: Rodzina Soprano (The Sopranos) jako Jason Barone
- 2006–2017: Amerykański tata – głos
- 2007: CSI: Kryminalne zagadki Las Vegas (CSI: Crime Scene Investigation) jako Oliver Zarco
- 2007: Raines jako Andrew Carver
- 2010: 24 godziny jako Rob Weiss (sezon 8)
- 2011–2012: Do białego rana (Up All Night) jako Julian
- 2013: Community jako Reinhold
- 2013: Biuro (The Office) jako Brian / Cameraman
- 2013: Bogaci bankruci (Arrested Development) jako Marky Bark / Divine Spirit
- 2013–2017: Family Guy
- 2013–2017: Myszka Miki (Mickey Mouse) jako Myszka Miki (głos)
- 2014: Hannibal jako Clark Ingram
- 2014–2015: Był sobie chłopiec (About a Boy) jako pan Chris
- 2014–2015: Odcinki (Episodes) jako Castor Sotto
- 2015: BoJack Horseman – głos
- 2015: Robot Chicken – głos
- 2015: Good Girls Revolt jako Chad
- 2015–2018: Dolina Krzemowa jako Russ Hanneman
- 2016: Justice League Action
- 2017: Prawo i porządek: sekcja specjalna jako David Willard
- 2017: Kacze opowieści jako Storkules (głos)